# Condado de Columbia (Georgia)
El condado de Columbia (en inglés: Columbia County) es un condado en el estado estadounidense de Georgia. En el censo de 2000 el condado tenía una población de 89 288 habitantes. La sede de condado de iure es Appling. Sin embargo, el juzgado del condado así como las oficinas del gobierno municipal se encuentran en Evans, convirtiéndola en la sede de condado de facto. El condado fue fundado en 1790 y fue nombrado en honor a Columbia, la personificación de los Estados Unidos.

## Geografía
Según la Oficina del Censo, el condado tiene un área total de 797 km² (308 sq mi), de la cual 751 km² (290 sq mi) es tierra y 46  km² (18 sq mi) (5,77%) es agua.

### Condados adyacentes
- Condado de McCormick, Carolina del Sur (norte)
- Condado de Edgefield, Carolina del Sur (noreste)
- Condado de Richmond (sureste)
- Condado de McDuffie (oeste)
- Condado de Lincoln (noroeste)

## Autopistas importantes
- Interestatal
- U.S. Route 78
- U.S. Route 221
- U.S. Route 278
- Ruta Estatal de Georgia 10
- Ruta Estatal de Georgia 28
- Ruta Estatal de Georgia 47
- Ruta Estatal de Georgia 104
- Ruta Estatal de Georgia 150
- Ruta Estatal de Georgia 223

## Demografía
En el  censo de 2000, hubo 89 288 personas, 31 120 hogares y 25 362 familias residiendo en el condado. La densidad poblacional era de 308 personas por milla cuadrada (119/km²). En el 2000 había 33 321 unidades unifamiliares en una densidad de 115 por milla cuadrada (44/km²). La demografía del condado era de 82,67% blancos, 11,21% afroamericanos, 0,32% amerindios, 3,36% asiáticos, 0,09% isleños del Pacífico, 0,80% de otras razas y 1,56% de dos o más razas. 2,59% de la población era de origen hispano o latino de cualquier raza. 
La renta promedio para un hogar del condado era de $65 507 y el ingreso promedio para una familia era de $72 891. En 2000 los hombres tenían un ingreso medio de $45 577 versus $28 190 para las mujeres. La renta per cápita para el condado era de $24 578 y el 5,10% de la población estaba bajo el umbral de pobreza nacional.

## Ciudades y pueblos
- Appling
- Evans
- Grovetown
- Harlem
- Martínez